# Sarralbe
Sarralbe est une commune française, située dans le bassin de vie de la Moselle-est, dans le département de la Moselle, dans la région traditionnelle de Lorraine, en région Grand Est.
Ses habitants sont appelés les Sarralbenois(es) ou les Sarralbigeois(es).

## Géographie
Cette commune est traversée par la Sarre et l'Albe, d'où elle tient son nom.

### Localisation
Sarralbe est située dans le bassin de vie de la Moselle-est, à mi-chemin entre Metz et Strasbourg, près de Sarreguemines ; elle est limitrophe du Bas-Rhin à l'est.

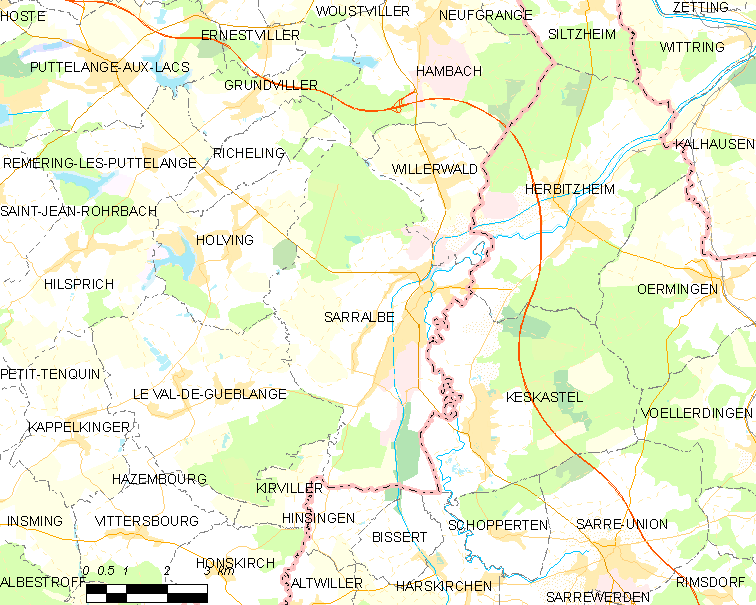
Carte de la commune.

### Communes limitrophes
Les communes proches sont Willerwald, Le Val-de-Guéblange et Kirviller en Moselle ainsi que Keskastel et Herbitzheim dans le Bas-Rhin.
| Richeling                       | Grundviller, Hambach                    | Willerwald           |
| Holving, Le Val-de-Guéblange    | Sarralbe                                | Herbitzheim Bas-Rhin |
| Kirviller, Hinsingen (Bas-Rhin) | Bissert Bas-Rhin , Harskirchen Bas-Rhin | Keskastel Bas-Rhin   |

### Géologie et relief
La superficie de la commune est de 2 729 hectares ; son altitude varie entre 206 et 262 mètres.

### Écarts et lieux-dits
- Eich ;
- Rech ;
- Salzbronn ;
- Le Haras (anciennement Die-Stuterei[3]).

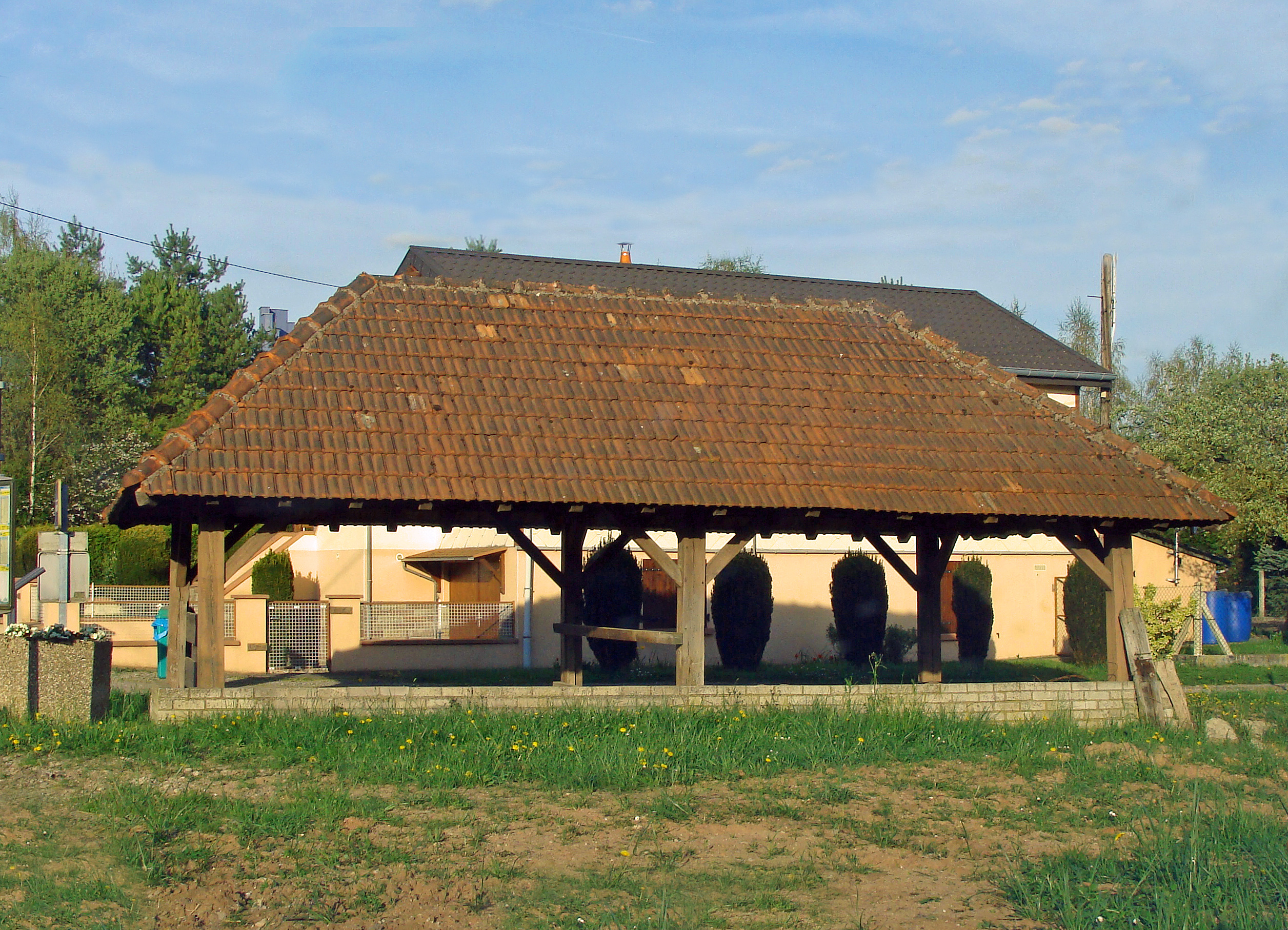
L'ancien lavoir d'Eich.

### Hydrographie

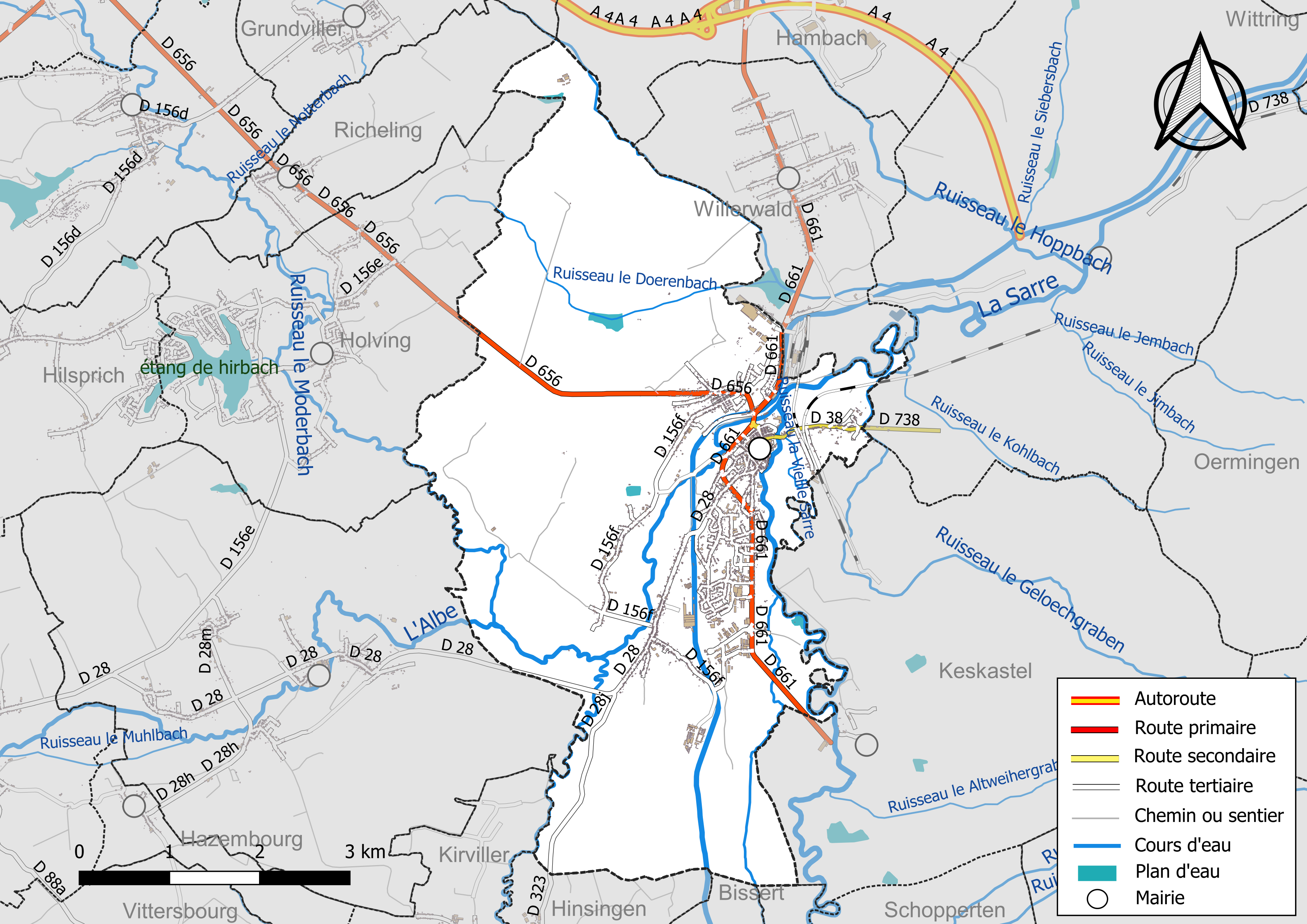
Réseaux hydrographique et routier de Sarralbe.

La commune est située dans le bassin versant du Rhin au sein du bassin Rhin-Meuse. Elle est drainée par la Sarre, le canal des houillères de la Sarre, l'Albe, le ruisseau la Rode, le ruisseau le Moderbach, le ruisseau le Geloechgraben, le ruisseau le Mittelachgraben, le ruisseau le Willerlachgraben, le ruisseau la Vieille Sarre et le ruisseau le Doerenbach.
La Sarre, d'une longueur totale de 129,2 km, est un affluent de la Moselle et donc un sous-affluent du Rhin, qui coule en Lorraine, en Alsace bossue et dans les Länder allemands de la Sarre (Saarland) et de Rhénanie-Palatinat (Rheinland-Pfalz).
Le Canal des houillères de la Sarre, d'une longueur totale de 65,1 km, débute dans la commune de Gondrexange et rejoint la Sarre à Grosbliederstroff, après avoir traversé 24 communes.
L'Albe, d'une longueur totale de 33,3 km, prend sa source dans la commune de Rodalbe et se jette dans la Sarre sur la commune, après avoir traversé douze communes.
Le ruisseau la Rode, d'une longueur totale de 24,8 km, prend sa source dans la commune de Loudrefing et se jette dans l'Albe sur la commune, après avoir traversé 13 communes.
Le Moderbach, d'une longueur totale de 21,8 km, prend sa source dans la commune de Farschviller et se jette dans l'Albe sur la commune, après avoir traversé huit communes.
La qualité des eaux des principaux cours d’eau de la commune, notamment de la Sarre, du canal des Houilleres de la Sarre, de l'Albe, du ruisseau la Rode et du ruisseau le Moderbach, peut être consultée sur un site dédié géré par les agences de l’eau et l’Agence française pour la biodiversité. Ainsi en 2020, dernière année d'évaluation disponible en 2022, l'état écologique de l'Albe était jugé médiocre (orange).

### Climat
Pour des articles plus généraux, voir Climat du Grand Est et Climat de la Moselle.
En 2010, le climat de la commune est de type climat des marges montargnardes, selon une étude du Centre national de la recherche scientifique s'appuyant sur une série de données couvrant la période 1971-2000. En 2020, Météo-France publie une typologie des climats de la France métropolitaine dans laquelle la commune est exposée à un climat semi-continental et est dans la région climatique  Vosges, caractérisée par une pluviométrie très élevée (1 500 à 2 000 mm/an) en toutes saisons et un hiver rude (moins de 1 °C).
Pour la période 1971-2000, la température annuelle moyenne est de 10 °C, avec une amplitude thermique annuelle de 17,2 °C. Le cumul annuel moyen de précipitations est de 848 mm, avec 11 jours de précipitations en janvier et 9,1 jours en juillet. Pour la période 1991-2020, la température moyenne annuelle observée sur la station météorologique de Météo-France la plus proche, « Kappelkinger_sapc », sur la commune de Kappelkinger à 9 km à vol d'oiseau, est de 10,6 °C et le cumul annuel moyen de précipitations est de 772,6 mm. 
La température maximale relevée sur cette station est de 38,8 °C, atteinte le 25 juillet 2019 ; la température minimale est de −19,6 °C, atteinte le 26 décembre 2010,,.
Les paramètres climatiques de la commune ont été estimés pour le milieu du siècle (2041-2070) selon différents scénarios d'émission de gaz à effet de serre à partir des nouvelles projections climatiques de référence DRIAS-2020. Ils sont consultables sur un site dédié publié par Météo-France en novembre 2022.

## Urbanisme

### Typologie
Au 1er janvier 2024, Sarralbe est catégorisée bourg rural, selon la nouvelle grille communale de densité à sept niveaux définie par l'Insee en 2022.
Elle appartient à l'unité urbaine de Sarralbe, une unité urbaine monocommunale constituant une ville isolée,. Par ailleurs la commune fait partie de l'aire d'attraction de Sarreguemines (partie française), dont elle est une commune de la couronne,. Cette aire, qui regroupe 48 communes, est catégorisée dans les aires de 50 000 à moins de 200 000 habitants,.

### Occupation des sols

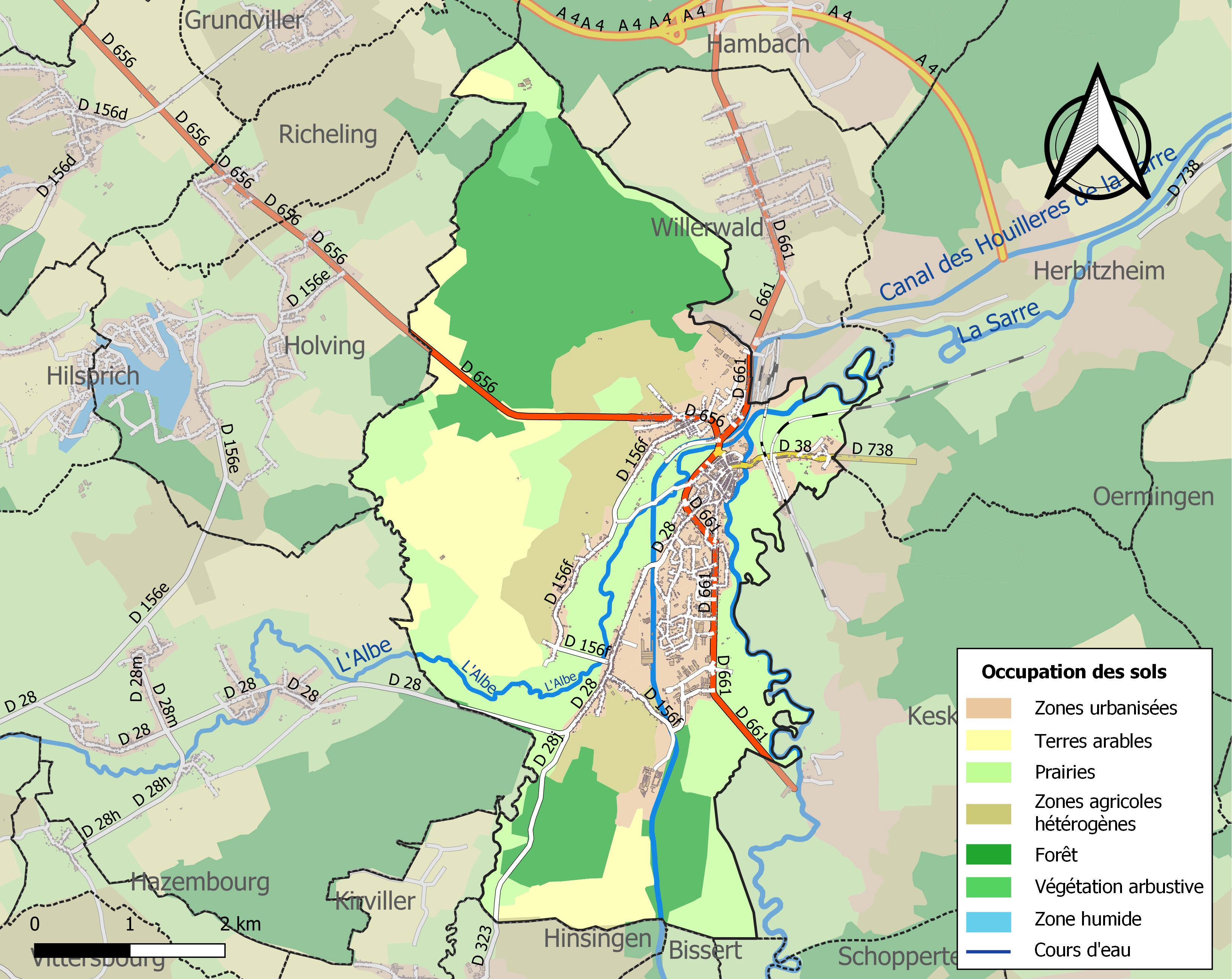
Carte des infrastructures et de l'occupation des sols de la commune en 2018 (CLC).

L'occupation des sols de la commune, telle qu'elle ressort de la base de données européenne d’occupation biophysique des sols Corine Land Cover (CLC), est marquée par l'importance des territoires agricoles (56,2 % en 2018), une proportion sensiblement équivalente à celle de 1990 (56,8 %). La répartition détaillée en 2018 est la suivante : 
prairies (30 %), forêts (27,4 %), terres arables (15,2 %), zones agricoles hétérogènes (11 %), zones urbanisées (9,3 %), zones industrielles ou commerciales et réseaux de communication (6,2 %), milieux à végétation arbustive et/ou herbacée (1 %). L'évolution de l’occupation des sols de la commune et de ses infrastructures peut être observée sur les différentes représentations cartographiques du territoire : la carte de Cassini (XVIIIe siècle), la carte d'état-major (1820-1866) et les cartes ou photos aériennes de l'IGN pour la période actuelle (1950 à aujourd'hui).

## Toponymie
- Sarralbe :
- Albe (712, 713 = Trad. Wiz. 225, 232)
- Alba (718 = www.sarralbe.fr sans indication des sources)
- Alba (787 = Regesta Alsatiae No. 322)
- Alba (1112 = DHV chez Boehmer RCD 2020)
- Alba (1200) ; Aubles (1208) ; Alban (1215) ; Albain (1223) ; Aulbe, Abben (1416) ; Saar-Albe (1474) ; Alben (1505) ; Awlbe (1539) ; Sar-Alben (1572) ; Aulbe (1594) ; Albe (1609) ; Saar-Albe (1634) ; Saralbe (1698) ; Sar-Albe (1756)[22] ; Sarrealbe[23] (XIXe siècle) Saaralben (1871-1918).
  - En francique lorrain : Alwe[24]. En allemand : Saaralben.
- Eich : Eigen (1316), Eychen (1594), Eichen (1595[25] et 1779[22]). Ääsche en francique lorrain.
- Rech : Zum Rech (1574)[25], Zumrech (1594), Reich (1751), Rech (1756)[22]. Räsch en francique lorrain.
- Salzbronn :  Solzborn bey Alben (1417), Saltzbronn (1546), Saltzbron (1581), Saltzborn (1594), Saltzbruck et Salsbrügen (1645), Salsbronn (1751), Salsbron (1756), Saltzbronn (1776), Saltzbrun (carte Cassini)[22].

### Sobriquet
Les habitants sont parfois surnommés Die Alwener Frösche-plumpser (les pourchasseurs de grenouilles de Sarralbe), en raison de la présence de nombreux batraciens en bordure de la Sarre et de l’Albe.

## Histoire

Tour d'Albe.

Sarralbe est citée sous le nom d'Albe/Alba depuis 712. La ville est possédée par les évêques de Metz du Xe siècle au XVIe siècle. La ville est fortifiée au XIIe siècle.
Elle est ensuite possession ducale jusqu'à son annexion à la France en 1766.
On y exploite le sel depuis le XIIe siècle.

### Époque contemporaine
Comme les autres communes de l'actuel département de la Moselle, Sarralbe, rebaptisée Saaralben, est annexée à l’Empire allemand de 1871 à 1918. C'est une période de prospérité pour la région, où stationnent de nombreuses troupes allemandes. Lorsque la Première Guerre mondiale éclate, les Mosellans se battent naturellement pour l’Empire allemand. Beaucoup de jeunes gens tomberont au champ d'honneur sous l’uniforme allemand, sur le front de l’Est, en Prusse-Orientale, mais aussi à l’Ouest. Sujets loyaux de l'Empereur, les Sarralbenois accueillent cependant avec joie la fin des hostilités et la paix retrouvée. Sarralbe redevient administrativement française.
La Seconde Guerre mondiale et le drame de la seconde Annexion - cette fois ci "de fait" et au Reich Nazi - marqueront encore longtemps les esprits. François Goldschmitt, curé de Rech lès Sarralbe, déporté à Dachau a décrit les persécutions nazies dès 1946 dans plusieurs ouvrages. La commune ne sera pas épargnée par les combats. À partir de septembre 1944, l'armée américaine bombarde la région sans relâche. La commune est libérée le 5 décembre 1944.

## Population et société

### Démographie
L'évolution du nombre d'habitants est connue à travers les recensements de la population effectués dans la commune depuis 1793. Pour les communes de moins de 10 000 habitants, une enquête de recensement portant sur toute la population est réalisée tous les cinq ans, les populations de référence des années intermédiaires étant quant à elles estimées par interpolation ou extrapolation. Pour la commune, le premier recensement exhaustif entrant dans le cadre du nouveau dispositif a été réalisé en 2005.

En 2022, la commune comptait 4 386 habitants, en évolution de −3,73 % par rapport à 2016 (Moselle : +0,52 %, France hors Mayotte : +2,11 %).
| 1793  | 1800  | 1806  | 1821  | 1836  | 1841  | 1861  | 1866  | 1871  |
| ----- | ----- | ----- | ----- | ----- | ----- | ----- | ----- | ----- |
| 2 662 | 3 244 | 3 177 | 3 053 | 3 556 | 3 434 | 3 119 | 3 383 | 3 369 |

| 1875  | 1880  | 1885  | 1890  | 1895  | 1900  | 1905  | 1910  | 1921  |
| ----- | ----- | ----- | ----- | ----- | ----- | ----- | ----- | ----- |
| 3 160 | 3 307 | 3 298 | 3 460 | 3 759 | 3 905 | 4 083 | 3 952 | 3 568 |

| 1926  | 1931  | 1936  | 1946  | 1954  | 1962  | 1968  | 1975  | 1982  |
| ----- | ----- | ----- | ----- | ----- | ----- | ----- | ----- | ----- |
| 3 715 | 3 605 | 3 828 | 3 357 | 4 234 | 4 210 | 4 366 | 4 600 | 4 553 |

| 1990  | 1999  | 2005  | 2006  | 2010  | 2015  | 2020  | 2022  | - |
| ----- | ----- | ----- | ----- | ----- | ----- | ----- | ----- | - |
| 4 487 | 4 538 | 4 635 | 4 614 | 4 547 | 4 576 | 4 450 | 4 386 | - |

## Culture locale et patrimoine

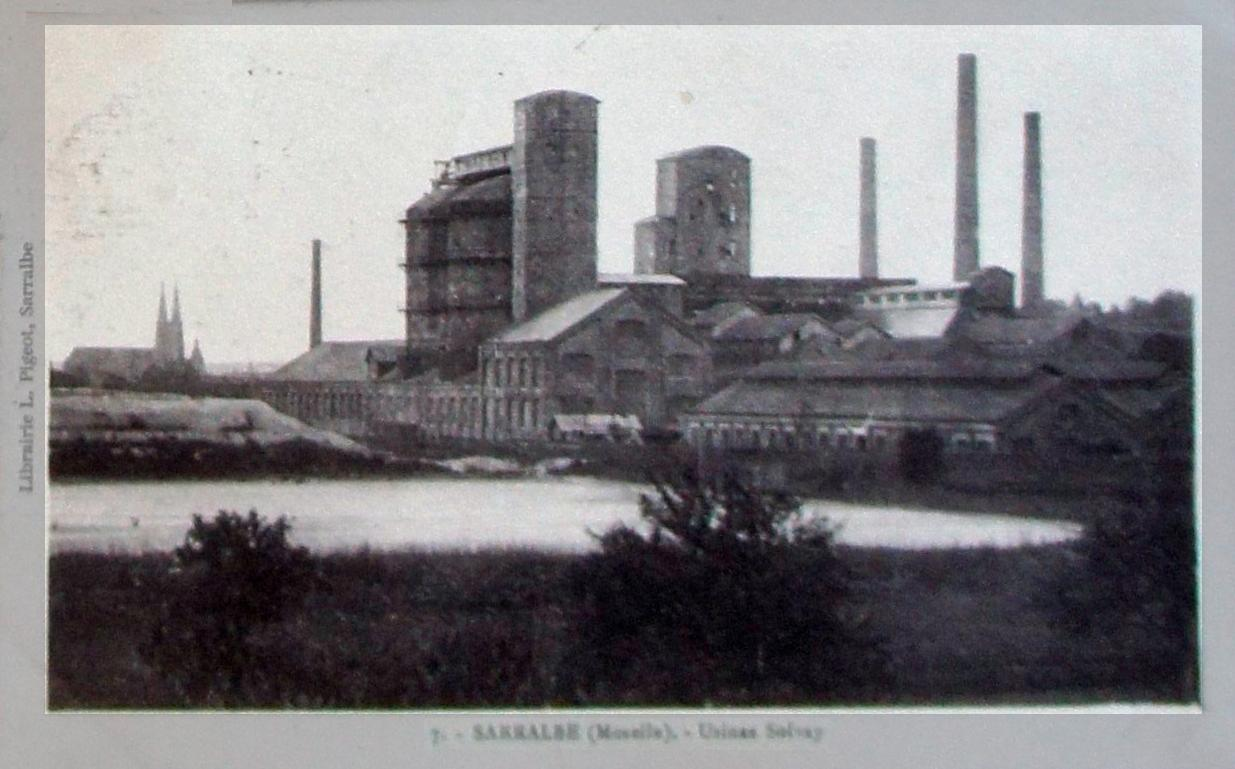
Vue de l'usine Solvay et de l'église Saint-Martin, en 1924.

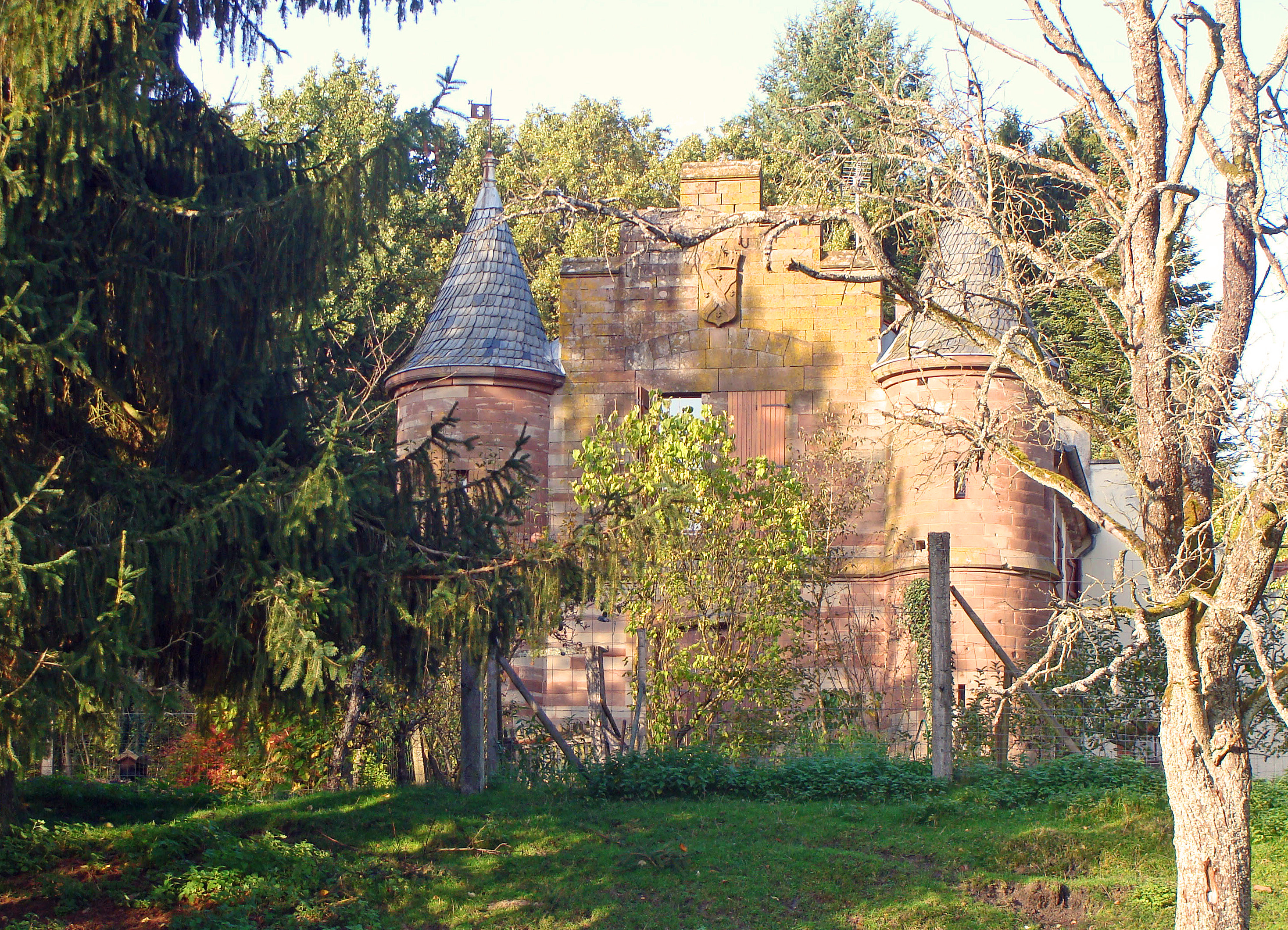
Maison forestière Saint-Hubert.

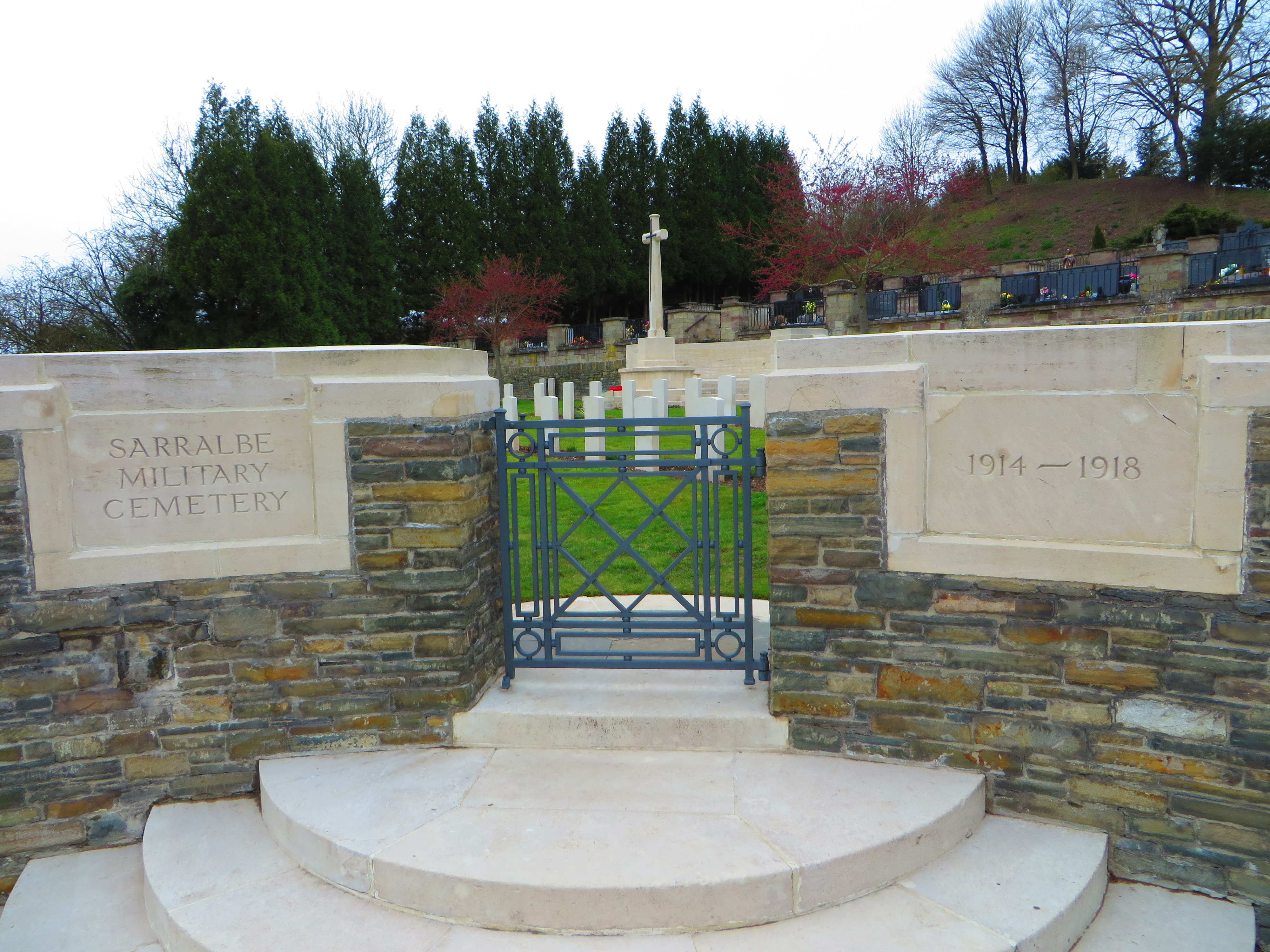
Cimetière militaire du Commonwealth.

### Lieux et monuments
La commune contient un monument classé à l'inventaire des monuments historiques et plusieurs édifices (maisons et fermes) répertoriés à l'inventaire général du patrimoine culturel. Par ailleurs, la chapelle du cimetière contient deux tableaux classés comme objets à l'inventaire des monuments historiques.

#### Édifices civils
- L’intersection du 49e parallèle nord et du 7e méridien à l’est de Greenwich se trouve sur le territoire de la commune (voir aussi le Degree Confluence Project) ;
- Lieu de culte païen au lieu-dit la Montagne ;
- Passage d'une voie romaine ;
- Fortifications et porte d'Albe ;
- Maison des Têtes ;
- La maison forestière de Saint-Hubert, à proximité de l'arboretum de Sarralbe ;
- Le moulin Neuf (XVIIIe siècle) ;
- Écomusée du Pays d'Albe ;
- Gare de Sarralbe en style impérial allemand ;
- Ancienne gare de Rech ;
- Ancien lavoir d'Eich ;
- Maisons lorraines typiques à Rech et à Eich.

#### Cimetière militaire
Le cimetière militaire de Sarralbe (Commonwealth 1914 – 1918) est situé à Eich.

#### Édifices religieux
- Église Saint-Martin néo-gothique (1907), aussi appelée cathédrale de la Sarre.
- Église de la Sainte-Trinité (ou chapelle de la Montagne) à Eich : clocher roman XIIe siècle, autel 1457, statues et toiles, pierre tombale de Rodolphe de Boppart 1481, cadran solaire.
- Église Sainte-Marie-Madeleine de Rech (1751).
- Chapelle Saint-Wendelin (1870) à Saltzbronn.
- Chapelle luthérienne, rue du maire Charles-Wilhelm construite en 1892.
- Chapelle Notre-Dame-des-Sept-Douleurs jouxtant l'église de la Sainte-Trinité à Eich
- Croix de chemin XVIIe siècle et XIXe siècle de Sarralbe.
- Calvaires et croix de chemin XIXe siècle de Rech.

#### Galerie

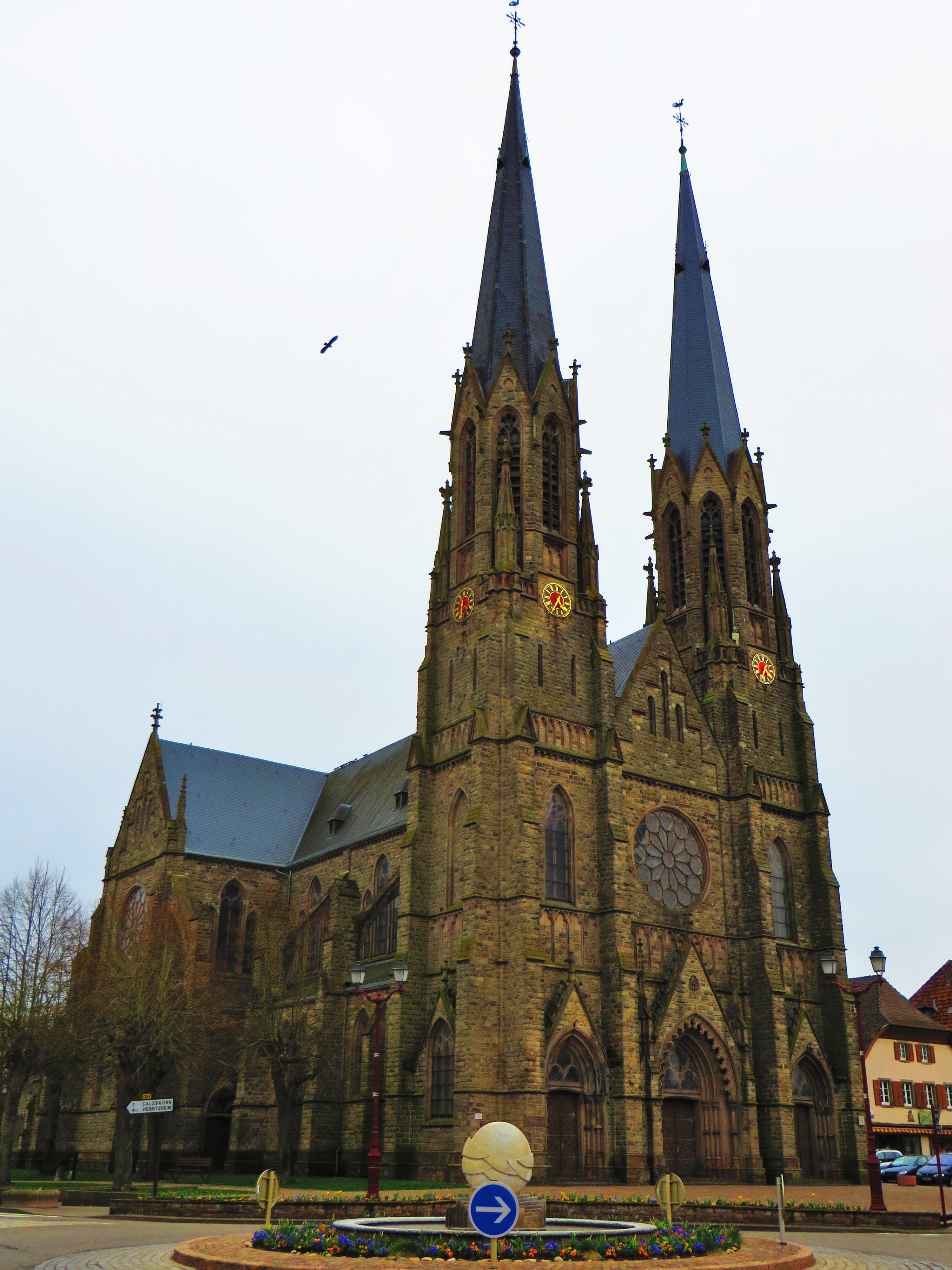
L'église Saint-Martin.
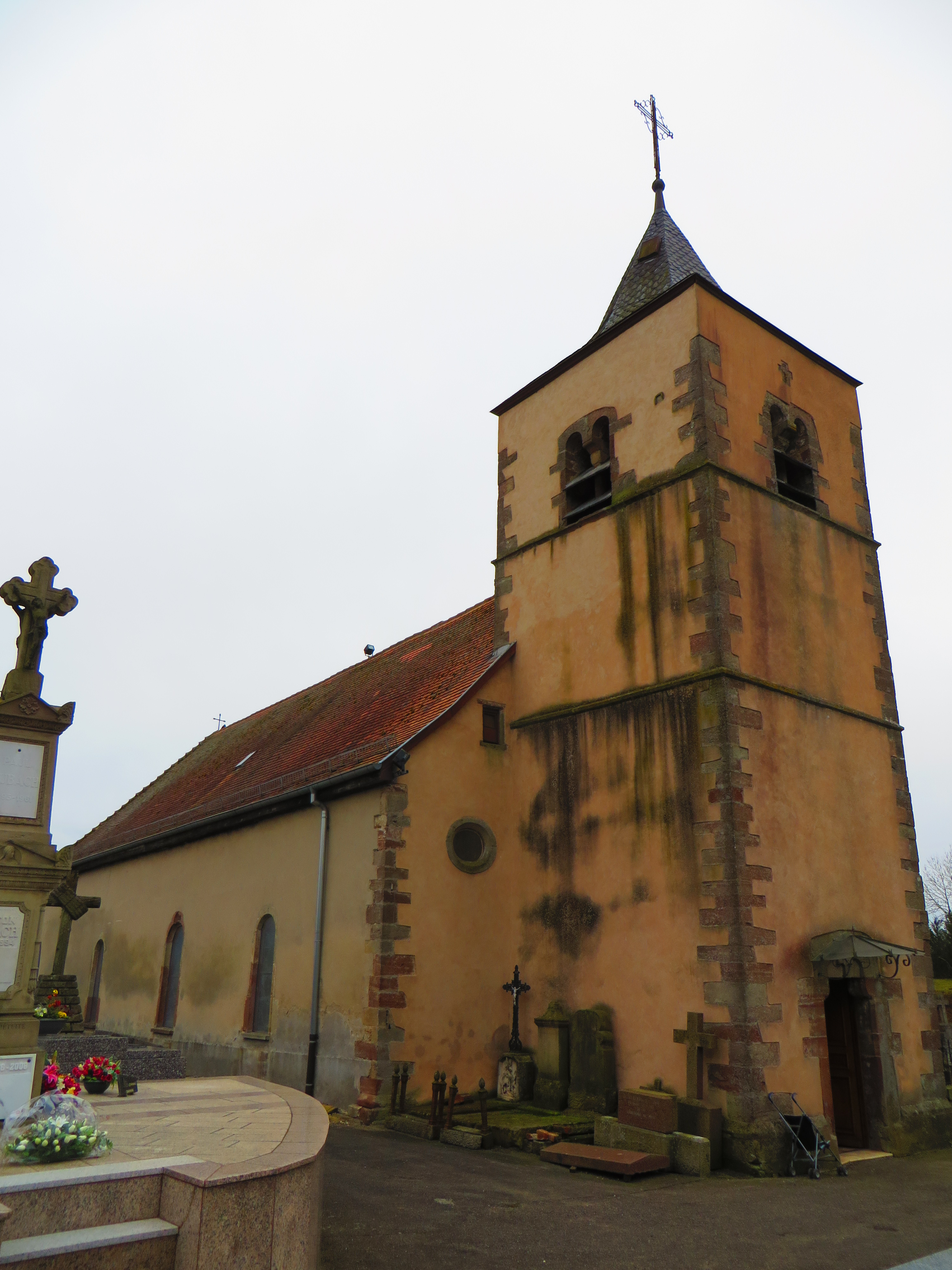
Église de la Sainte-Trinité, à Eich.
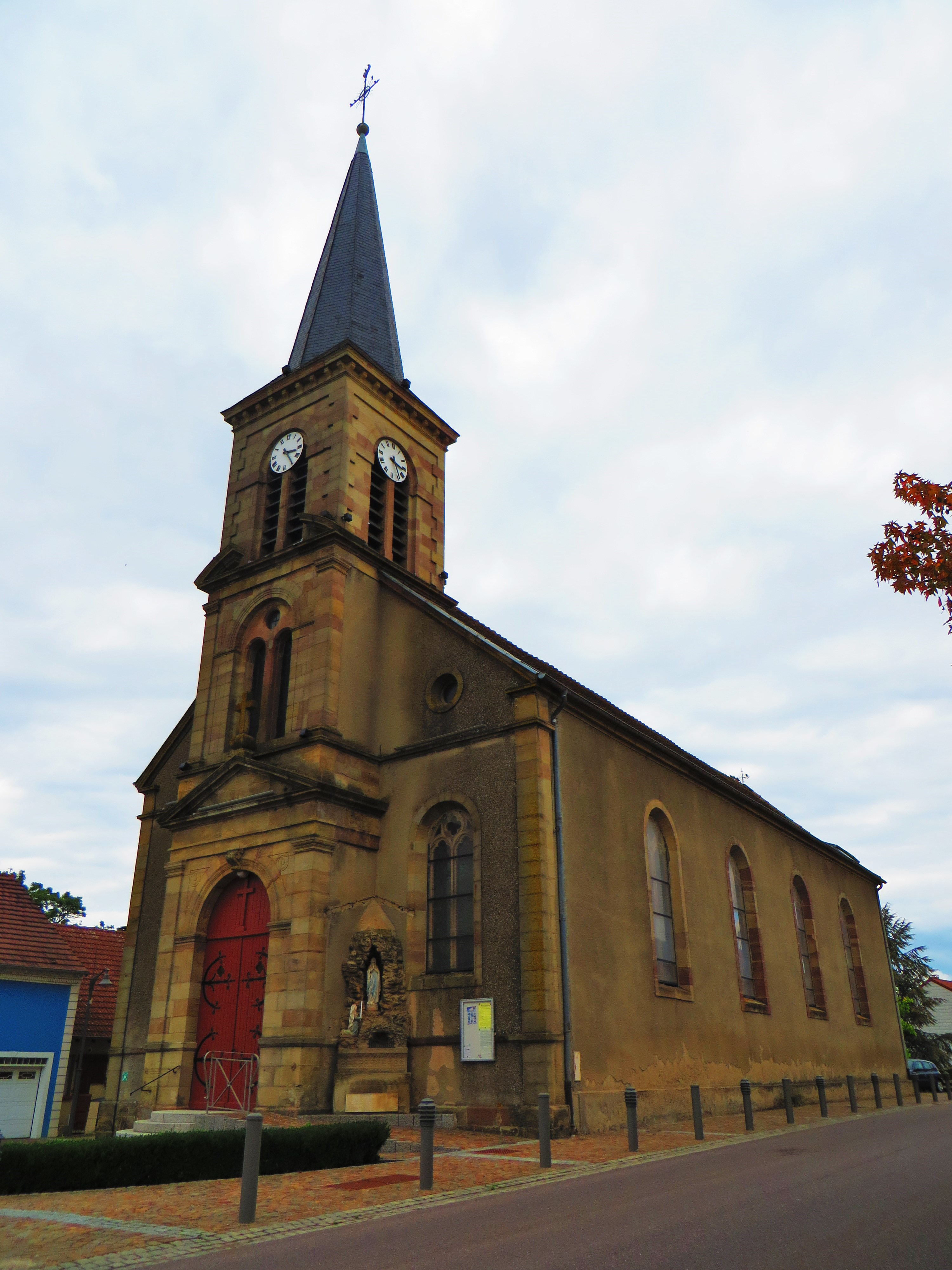
L'église Sainte-Marie-Madeleine, à Rech.
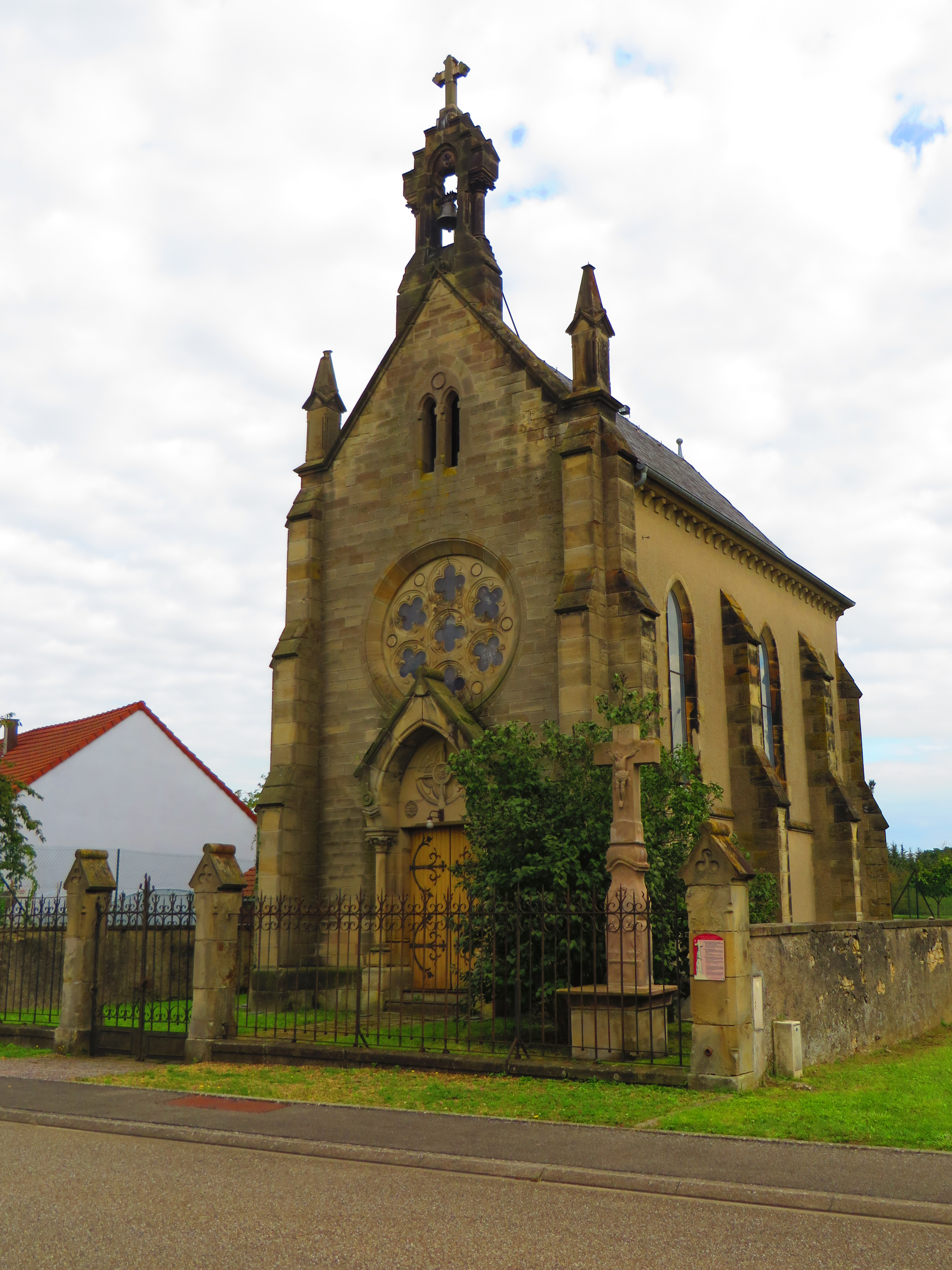
La chapelle Saint-Wendelin, à Saltzbronn.
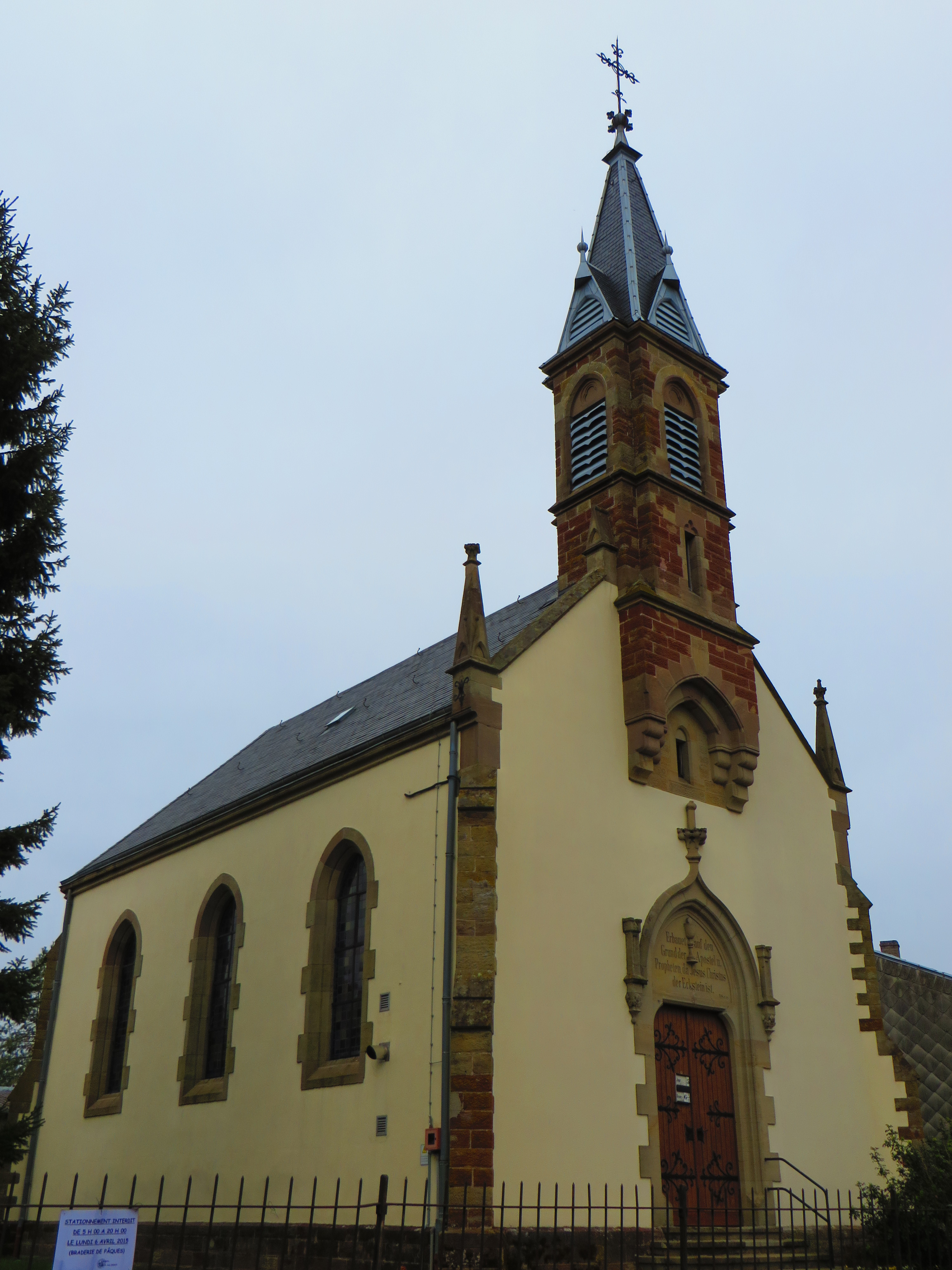
La chapelle luthérienne, à Sarralbe.
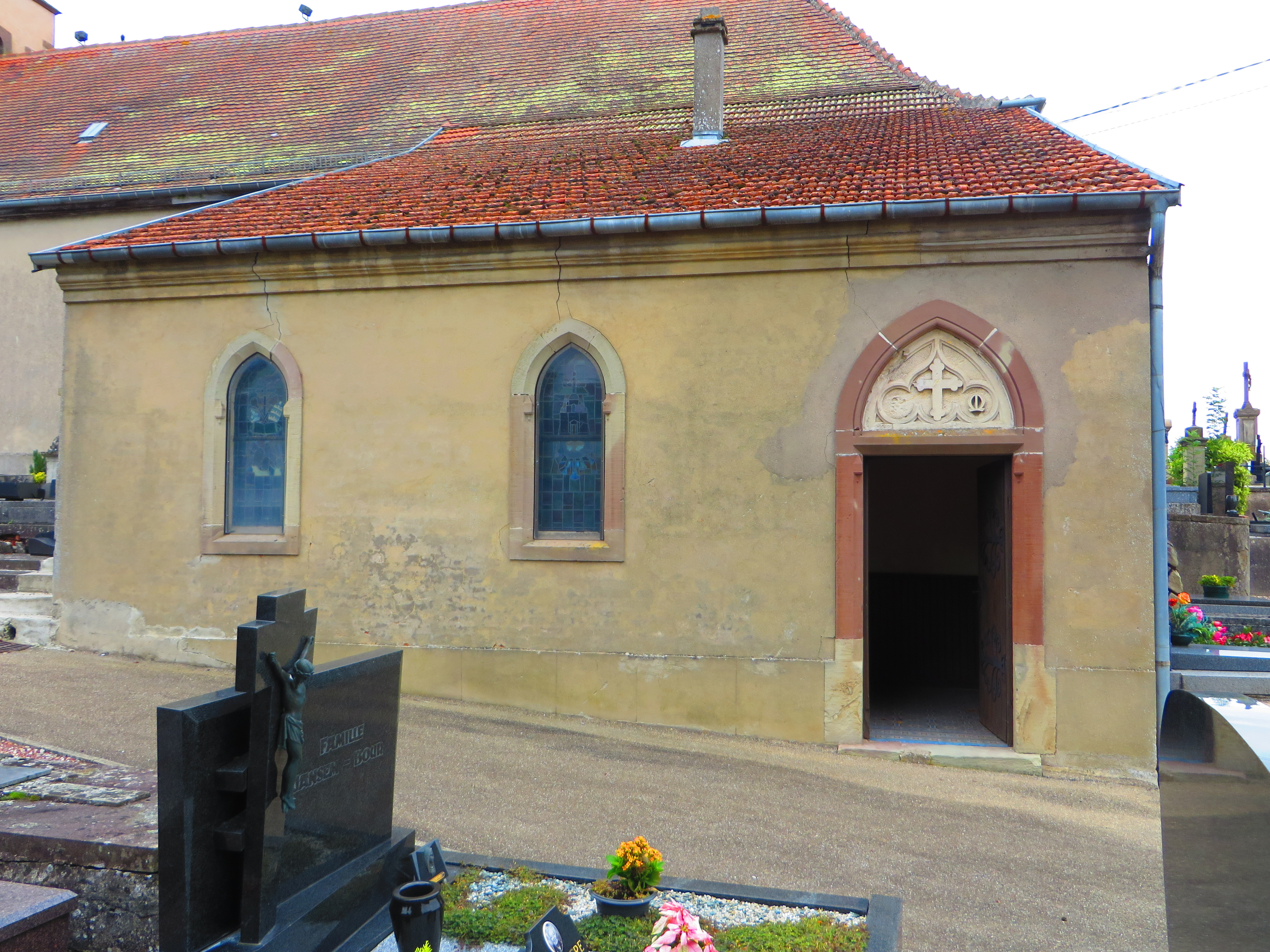
La chapelle Notre-Dame-des-Sept-Douleurs, à Eich.
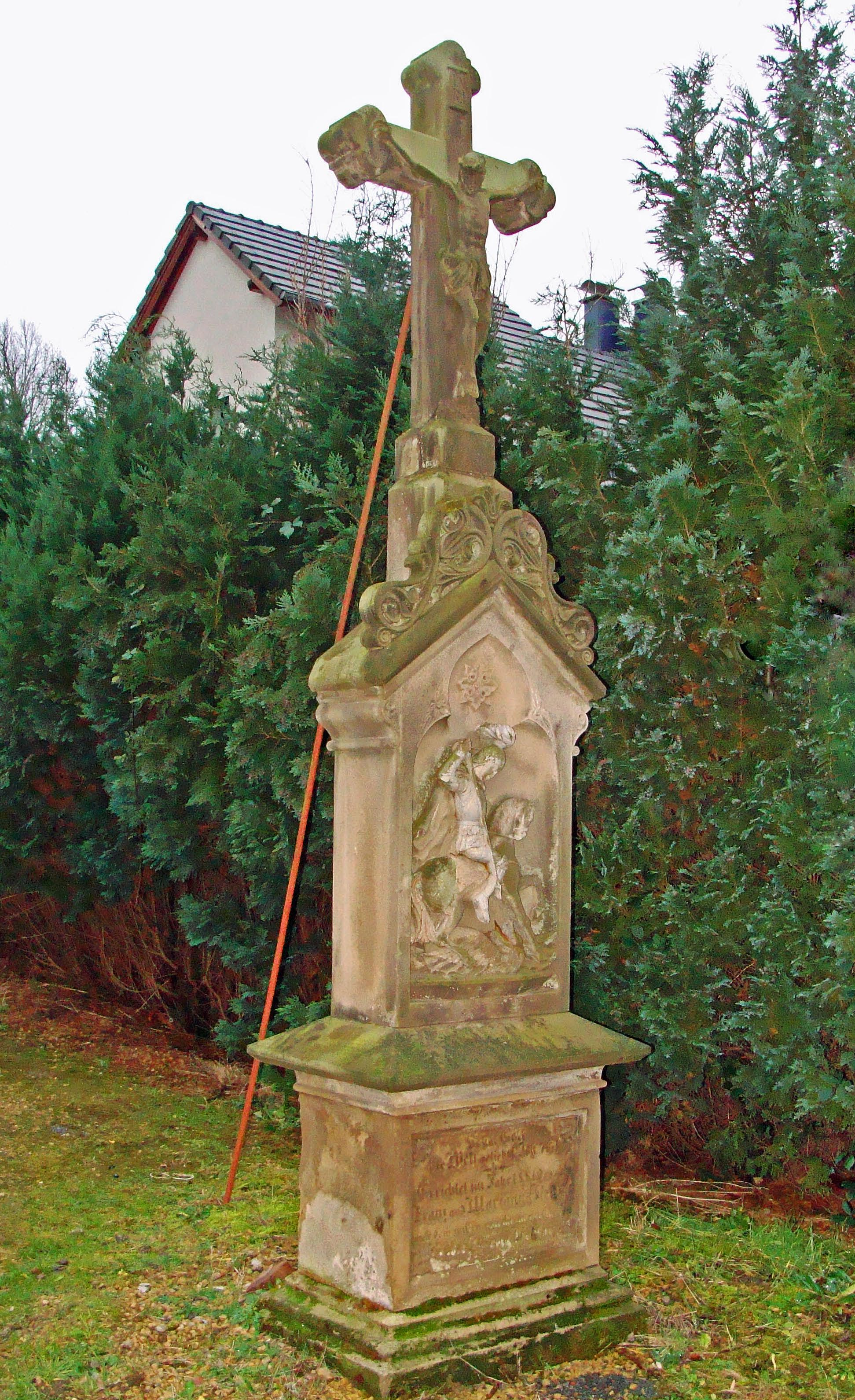
Croix de chemin XIXe siècle, Rech.

### Personnalités liées à la commune
- Marc-René de Voyer de Paulmy d'Argenson (1722 – 1783), directeur des haras du roi (de 1752 à 1763), directeur des haras de la ville (de 1764 à 1782)[réf. nécessaire].
- Christophe Ossvald (1737 – après 1803), général des armées de la République, né à Sarralbe.
- Claude de Bexon (1736-1807), évêque de Namur (1802-1803) puis chanoine de Saint-Denis, né à Sarralbe, frère du suivant.
- Jacques de Besson d'Ormeschwiller (1738-1814), général des armées de la République, né à Volmunster, frère du précédent.
- Carl Wilhelm von Heideck (1787 – 1861) général bavarois[36], né à Sarralbe.
- Napoléon Xavier Dornès, directeur et actionnaire des salines, conseiller municipal de la ville en 1846 et député de la Moselle en 1871.
- François Xavier de Schmid (1858 – 1907) député au Reichstag allemand, né à Sarralbe.
- François Goldschmitt (1883-1966) curé de Rech-le-Sarralbe, déporté à Dachau, auteur d'ouvrages sur l'Alsace-Moselle annexée.
- Philippe Wahl (né à Sarralbe en 1956), haut fonctionnaire et chef d'entreprise.
- Marie-Jo Thiel (née à Sarralbe en 1957), médecin, philosophe et théologienne.
- Christopher Baldelli (né à Sarralbe en 1965), fonctionnaire spécialiste de la communication et des médias français.
- Louis Serpe, historien du pays de Sarralbe[37], citoyen d'honneur de la ville de Sarralbe.

### Cigognes
Depuis de nombreuses années, une trentaine de couples de cigognes ont élu domicile à Sarralbe. Les efforts faits par la municipalité en matière d’écologie ont permis de multiplier par cinq le nombre de nids de cigognes en une quinzaine d’années, passant de 10 à 50.
Cette espèce d’oiseaux fait donc partie intégrante du paysage de la ville, si bien qu’un couple, composé d’un mâle nommé Maurice et d’une femelle nommée Mélodie, y est devenu particulièrement célèbre. Depuis 2017, une caméra installée sur le toit de la mairie où se trouve le nid du couple permet de pouvoir observer leur vie et celle des cigogneaux qui naissent chaque année, directement depuis le site de la mairie.
L’application « Animal Tracker » permet également de suivre en temps quasi-réel les déplacements et les migrations des cigognes et cigogneaux depuis le nid situé sur le toit de la mairie.
Une boutique spécialement dédiée à ces oiseaux a également été ouverte dans la ville de Sarralbe, nommée la Boutique de Télé Cigognes. Il est possible d’y trouver différents produits comme des mugs, des peluches, ou encore le livre de Dominique Klein, connu des Sarralbenois(es) sous le pseudonyme de « Monsieur Cigogne ». Cet ouvrage auto-publié par l’auteur est composé de 80 clichés de cette espèce bien connue de la région.

### Héraldique
| Blason de Sarralbe | Blason  | D'argent au sautoir ondé d'azur, cantonné de quatre croix de Lorraine de gueules. |
| Blason de Sarralbe | Détails | Ces armoiries font allusion à la position de Sarralbe, situé dans un vallon, au confluent de la Sarre et de l'Albe. Ce blason est porté par la ville de Sarralbe depuis le milieu du XVIIIe siècle. |
| Blason de Sarralbe | Alias   | L'écusson de Sarralbe, en 1608, est chargé d'un emblème ressemblant pour la forme à un Roc d'échiquier ; mais les couleurs ne sont pas indiquées.                                                   |